# 월광기독학교
월광기독학교는 광주광역시 서구 (초등학교)와 전라남도 함평군(중학교, 고등학교)에 위치하였다. 또한 사립 각종학교(대안학교)에 속한 인가 기독교 학교이다.

## 연혁
| • 2006. 04 | 월광대안학교준비위원회 발족                                                      |
| • 2006. 07 | 월광교회 창립30주년 기념 주일에 24400 비젼 및 대안학교 설립계획 선포             |
| • 2007. 12 | 월광대안학교 설립(안) 제직회 및 공동의회 승인                                    |
| • 2008. 02 | 학교 건물 공사 계약 및 건축허가 취득                                             |
| • 2008. 04 | 광주 캠퍼스 초등과정 기공 예배                                                   |
| • 2008. 05 | 비전타운 건립을 위한 월광교회와 함평군 투자협약 체결                             |
| • 2009. 02 | 광주 캠퍼스 초등과정 준공 예배                                                   |
| • 2009. 03 | 광주 캠퍼스 초등과정개교 예배                                                    |
| • 2009. 03 | 광주 캠퍼스 초등과정 제1회 입학예배(32명)                                        |
| • 2009. 07 | 비전타운 조성을 위한 군관리계획변경 결정 및 토목실시설계용역 계약체결            |
| • 2010. 03 | 광주 캠퍼스 초등과정 제2회 입학예배(32명)                                        |
| • 2011. 03 | 광주 캠퍼스 초등과정 제3회 입학예배(34명)                                        |
| • 2011. 02 | 제2종지구계획 심의 통과(함평군 의회, 전남도청)                                   |
| • 2012. 03 | 광주 캠퍼스 초등과정 제4회 입학예배(32명)                                        |
| • 2013. 01 | 함평 캠퍼스 토목공사 실시설계, 건축공사 기본 및 실시설계                         |
| • 2013. 03 | 광주 캠퍼스 초등과정 제5회 입학예배(36명)                                        |
| • 2013. 06 | 학교법인 월광학원 설립 승인                                                      |
| • 2013. 11 | 월광기독학교 광주 캠퍼스 초등과정 설립 인가                                      |
| • 2013. 12 | 함평 캠퍼스 토목공사 착공 및 완공                                                |
| • 2013. 12 | 함평 캠퍼스 (중등과정) 기공예배                                                  |
| • 2014. 03 | 광주 캠퍼스 초등과정 제6회 입학예배(36명)                                        |
| • 2015. 03 | 함평 캠퍼스 중등과정 제1회 입학예배(45명)                                        |
| • 2016. 03 | 함평 캠퍼스 중등과정 제2회 입학예배(36명)                                        |
| • 2017. 03 | 함평 캠퍼스 중등과정 제3회 입학예배(36명)                                        |
| 2018. 02   | 함평 캠퍼스 중등과정 제1회 졸업예배(약 32명)                                     |
| 2018. 03   | 함평 캠퍼스 중등과정 제4회 입학예배 및 함평 캠퍼스 고등과정 제1회 입학예배(30명) |
| 2024.12    |                                                                                  |
|            |                                                                                  |